# Rasta Hunden
Rasta Hunden var ett svenskt ska-punkband från Sundsvall som bildades 1979 och upplöstes 1980, strax efter att de släppte sin enda skiva.

## Historia
Under hösten 1979 bildades ska-punkgruppen Rasta Hunden. Det var Per Kraft och Magnus Holmén som tidigare spelat i punkgruppen The Same som grundade bandet. De var aktiva under 1980, då de förutom flera spelningar i Sundsvall spelade in ett självbetitlat album (Rasta Hunden), som 1992 återutgavs på CD. Gruppens musik och texter är till stor del centrerade kring att vara ung i Sundsvall 1980.

## Medlemmar
- Nicke Hasselberg (sång, gitarr, bas)
- Per Kraft (sång, gitarr, bas)
- Magnus Lindh (gitarr, piano, synth, bas, orgel, körsång)
- Magnus Holmén (trummor, sång)

## Diskografi
- 1980 - Rasta Hunden

Samlingar
- 1981 - Andra Bränder - medverkar med två spår
- 1998 - Vägra raggarna benzin vol. 2 - medverkar med ett spår
- 1999 - We're only in it for the money - Massproduktion 20 År - medverkar med ett spår